# Castillo de Curiel de Duero
El castillo de Curiel es una edificación fortificada ubicada en el municipio de Curiel de Duero, provincia de Valladolid (Castilla y León, España). Actualmente es un hotel de lujo.

## Historia

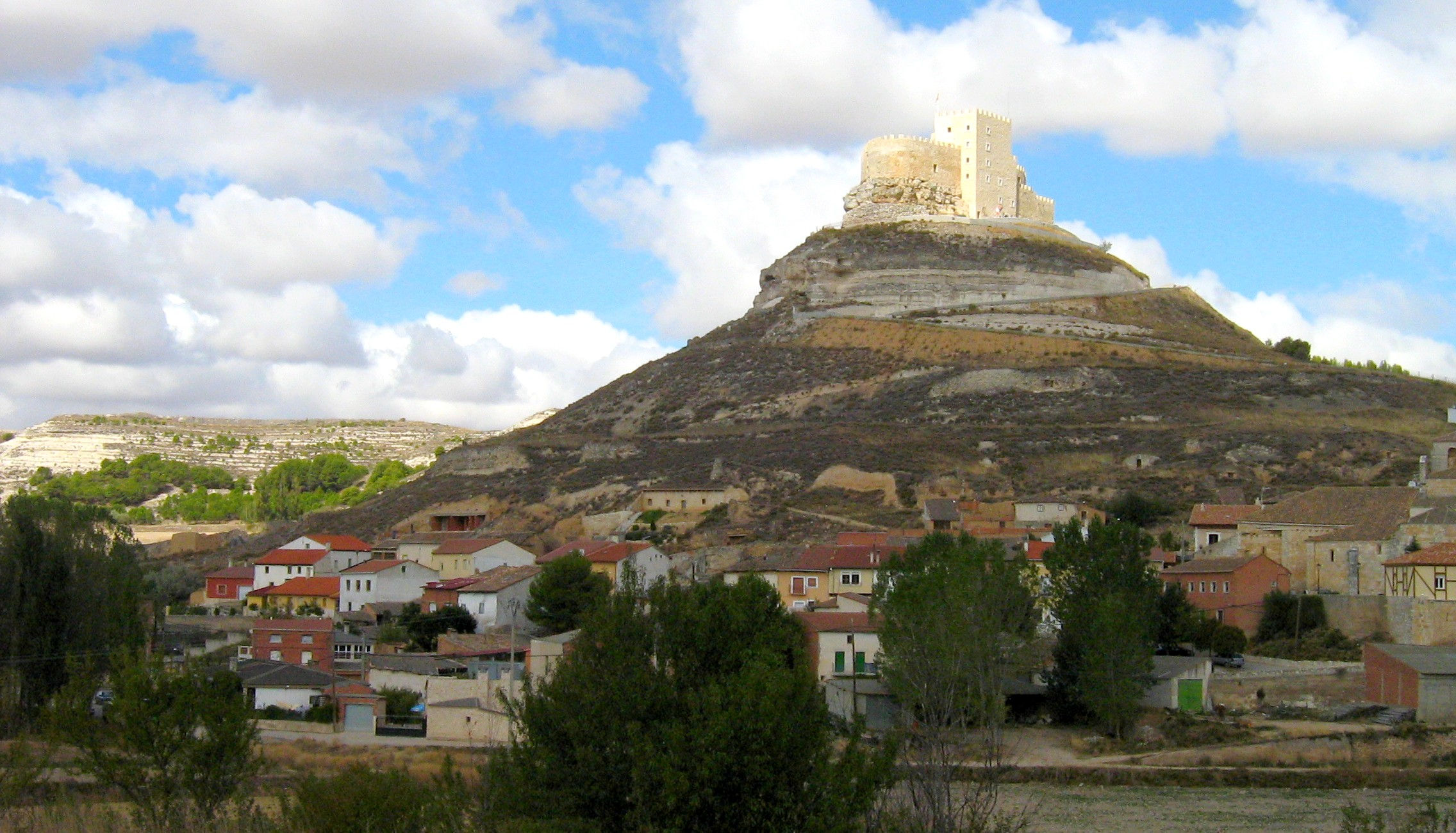
Castillo de Curiel alzado sobre Curiel de Duero, año 2009.

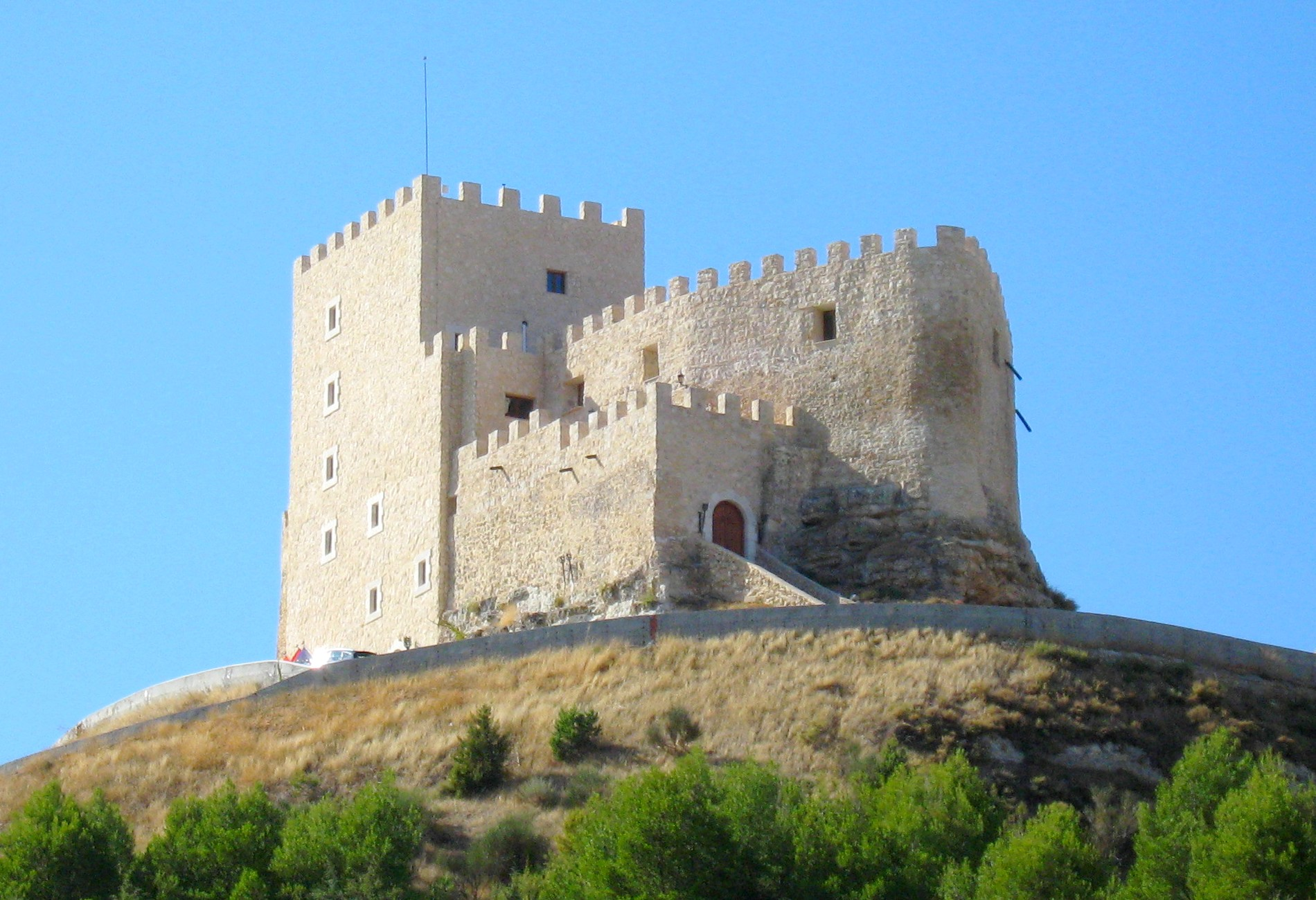
Vista del castillo restaurado.

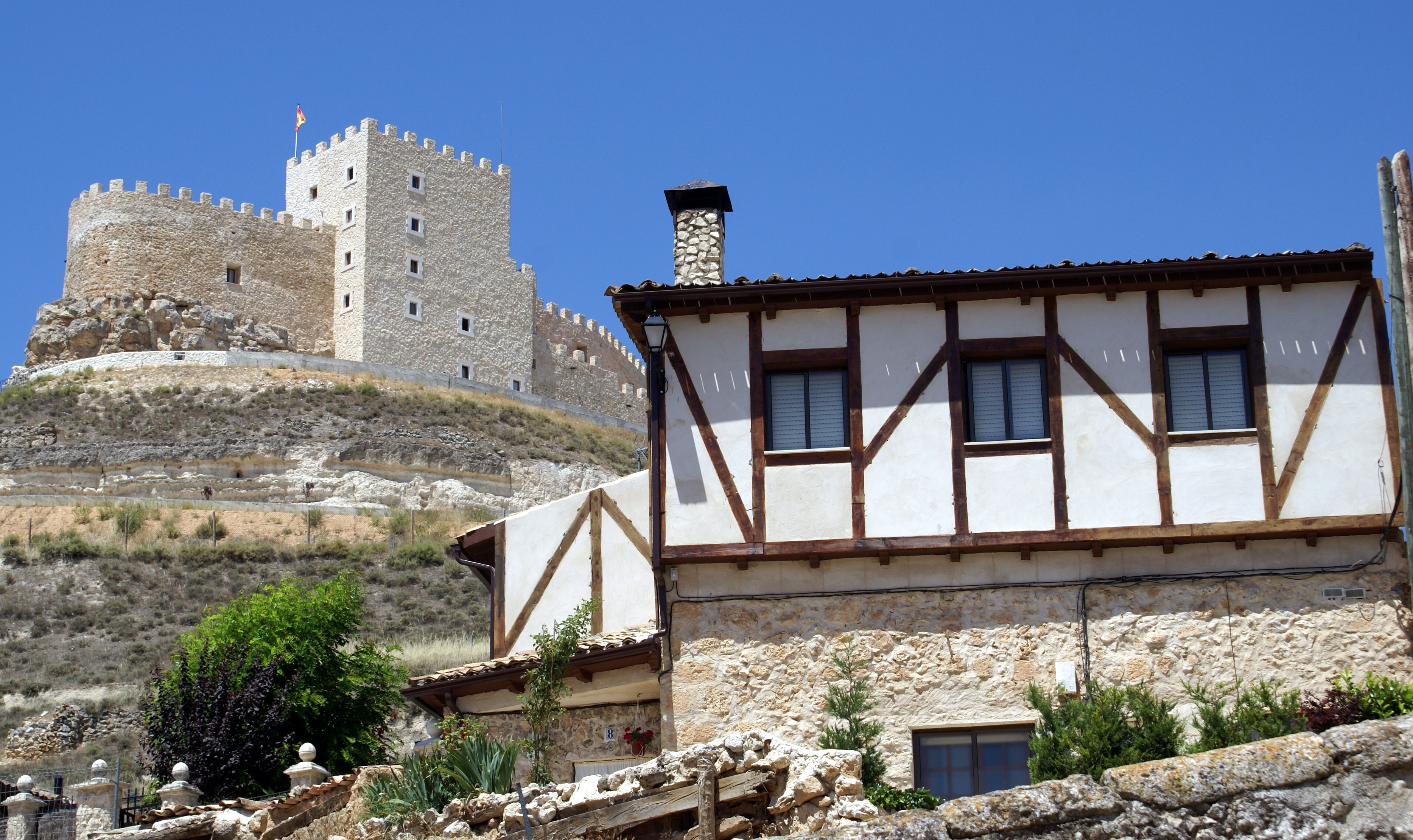
Casa castellana y el castillo.

El castillo de Curiel se alza sobre un cerro rocoso, en un punto elevado de la provincia de Valladolid que controla el valle del Duero y, al pie del cerro, la localidad que da nombre al castillo. El castillo se alza en un alto al lado del arroyo Horcajo, que desemboca en el Duero.
El castillo estuvo rodeado de una muralla con cuatro puertas, de las que quedan solamente pequeños vestigios. Es el castillo más antiguo de la provincia de Valladolid, puesto que está construido sobre un castellum romano. Se han encontrado vestigios del siglo IV y sus muros originales datan, probablemente, del siglo VII.
En la época medieval fue un bastión en la repoblación del valle del Duero, entre los siglos IX y XI. A partir del siglo XI, el castillo aparece en diversa documentación, donde se detalla que fue propiedad de varios reyes castellanos y leoneses, entre los que destacan Alfonso VII, Alfonso VIII, Alfonso IX, Fernando III "El Santo", Alfonso X "El Sabio", Sancho IV "El Bravo", Alfonso XI, Pedro I "El cruel o el justiciero", Enrique II de Trastámara, y otros monarcas. De hecho, en este castillo sucedió el cautiverio registrado más largo de la historia de España: 54 años, cuando Diego de Castilla fue prisionero de Enrique II de Castilla.
Asimismo, fue parte de la dote de diversas reinas en sus matrimonios, como por ejemplo, Berenguela de Castilla, Doña Violante, la infanta Estefanía o Leonor Plantagenet.
En los siglos siguientes fue reduciéndose a ruinas por el paso del tiempo, saqueos y la falta de mantenimiento, a principios del siglo XXI el estado del castillo era prácticamente de ruina.
En el año 2003 una empresa hotelera inicia un proceso de restauración intensiva que finalizó en 2006, sirviendo desde entonces como Posada Real, es decir, convirtiéndolo en un recinto hotelero con 24 habitaciones.

## Descripción
El castillo se alza en lo alto de un cerro y tiene una planta cuadrada con cuatro torres. Tiene una torre del homenaje. Sus muros son de mampostería. El hotel tiene una piscina en el patio de armas.

## En la cultura popular
Existe un dicho popular que dice: "Buen castillo tendría Peñafiel, si no tuviera a la vista el de Curiel".

## Galería

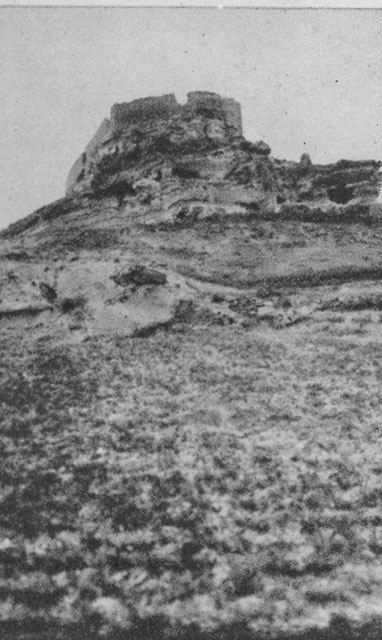
Ruinas del castillo en el siglo XX.
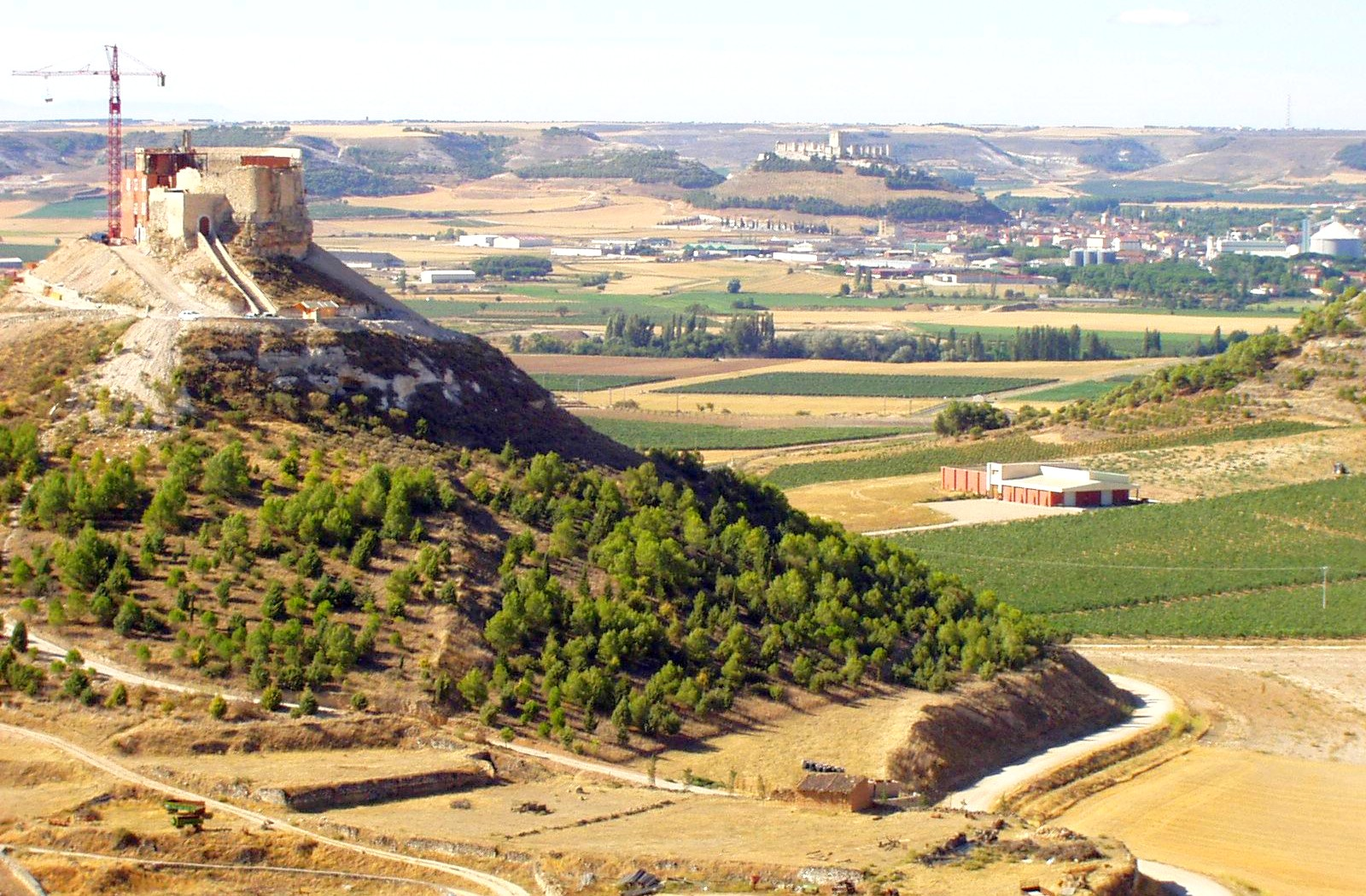
Obras de restauración en el castillo en 2005, que finalizaron en 2006. Al fondo se puede ver el Castillo de Peñafiel.
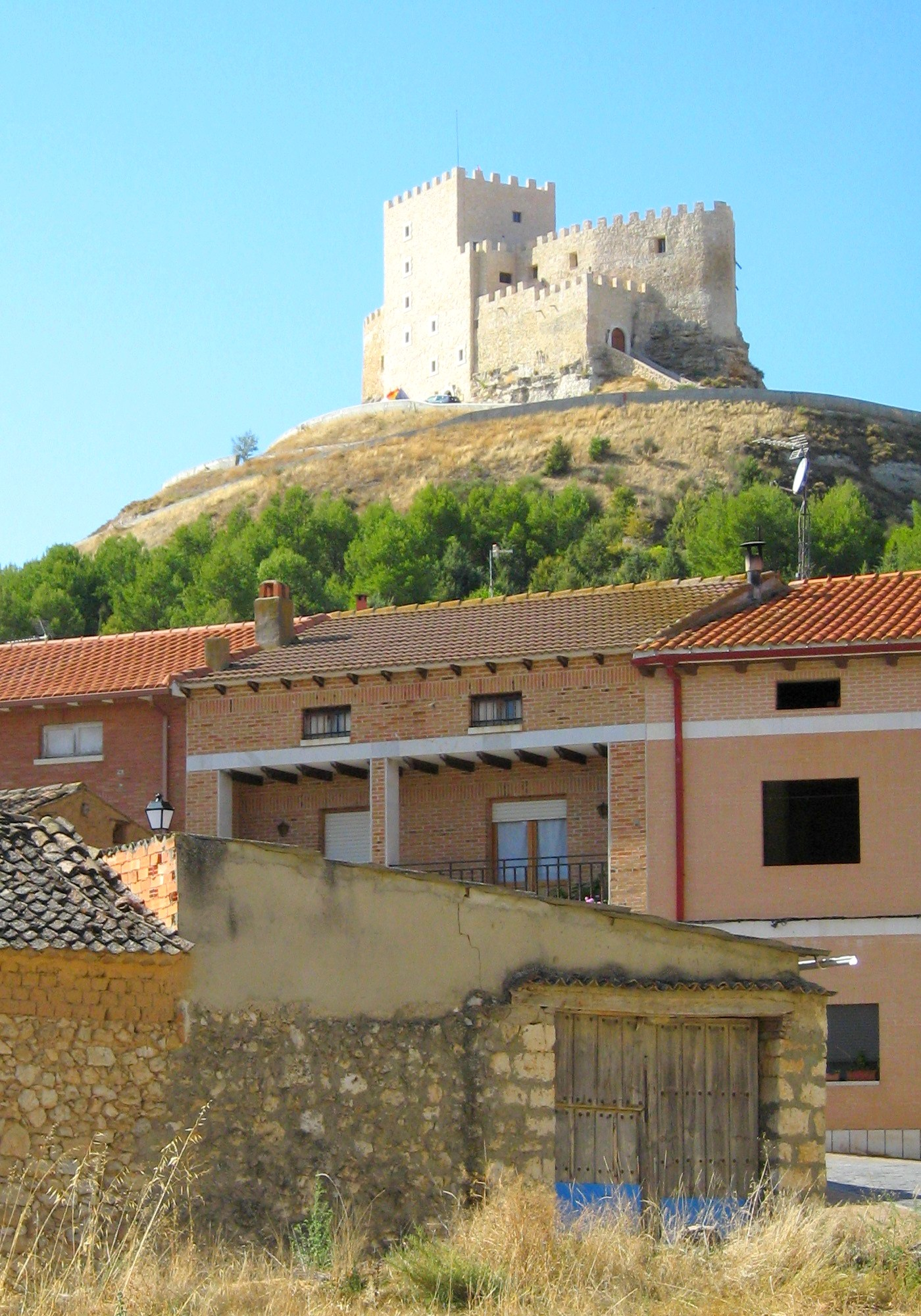
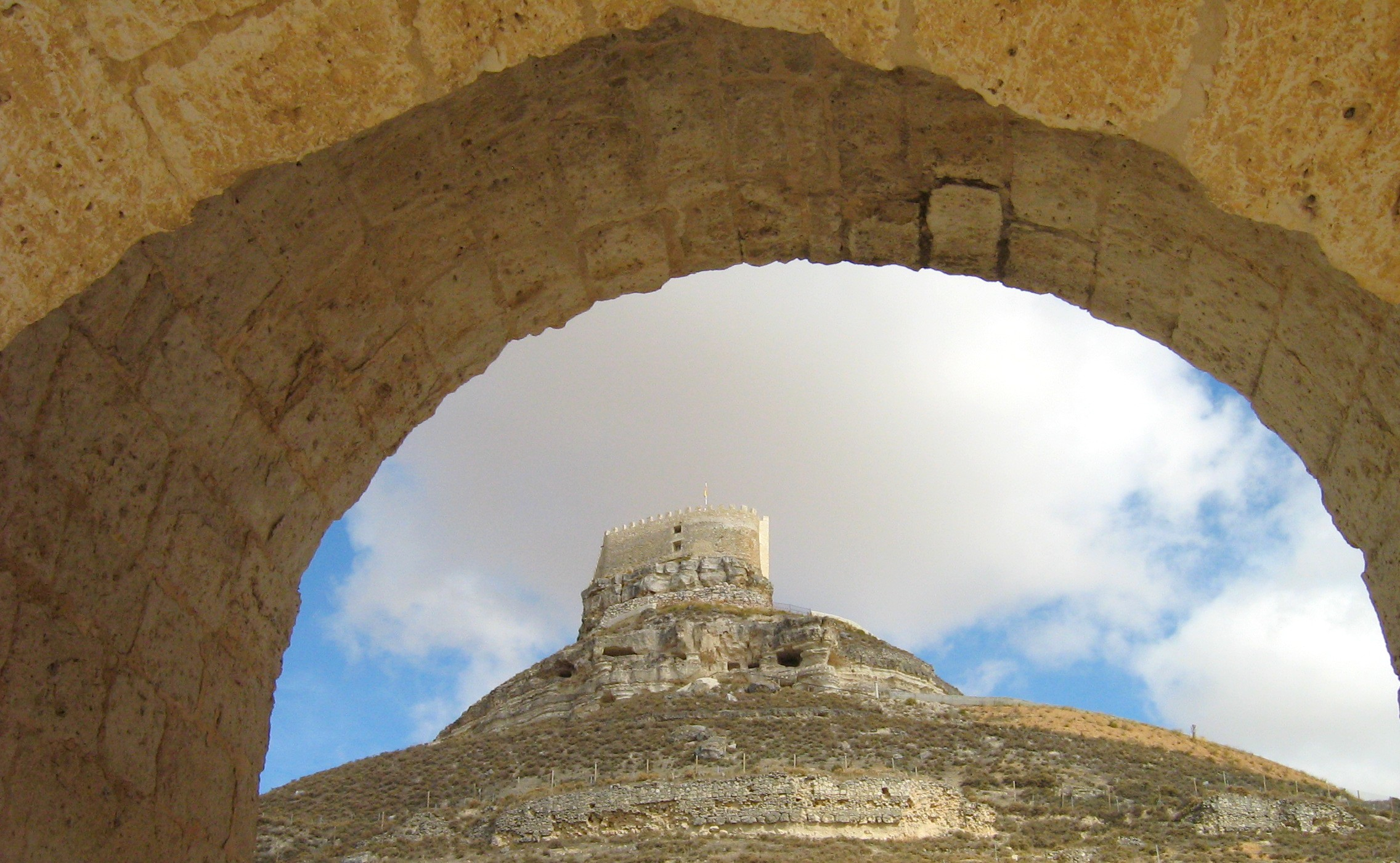
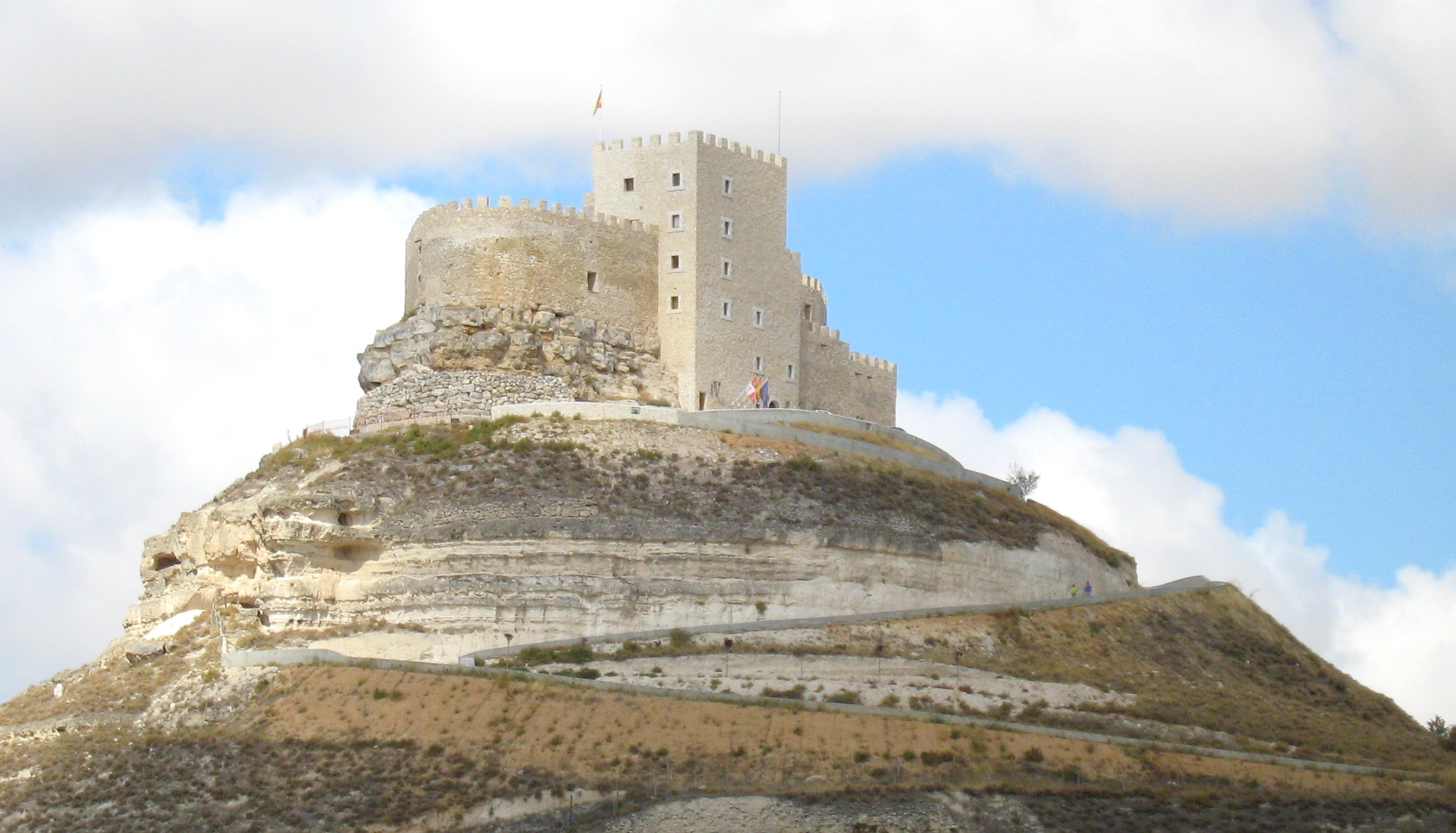
El castillo en lo alto de la colina.